# Mesochorus intonsus
Mesochorus intonsus är en stekelart som beskrevs av Dasch 1971. Mesochorus intonsus ingår i släktet Mesochorus och familjen brokparasitsteklar. Inga underarter finns listade i Catalogue of Life.